# Arturo González
Arturo González (Reynosa, 5 september 1994) is een Mexicaans voetballer die bij voorkeur als vleugelspeler speelt. Hij verruilde Atlas Guadalajara in juli 2016 voor CF Monterrey. González debuteerde in 2014 vin het Mexicaans voetbalelftal .

## Clubcarrière
González is afkomstig uit de jeugdacademie van Atlas Guadalajara. Op 19 februari 2012 debuteerde hij in de Mexicaanse Primera División in de uitwedstrijd tegen Club Tigres. Op 4 november 2012 maakte de vleugelspeler zijn eerste treffer in de competitiewedstrijd tegen Puebla. In de eerste helft van het seizoen 2013/14 werkte hij zich op tot basisspeler. González eindigde dat seizoen met vier doelpunten in twintig competitiewedstrijden.

## Interlandcarrière
Op 1 oktober 2014 ontving González voor het eerst een uitnodiging voor Mexico voor de vriendschappelijke interlands tegen Honduras en Panama op 9 en 11 oktober 2014. Hij debuteerde tegen Honduras als invaller voor Marco Fabián. Daarna werd de vleugelspeler ook nog opgeroepen voor de oefeninterlands tegen Nederland en Wit-Rusland op 12 en 18 november 2014.